# Glaciar Carstensz

Mapa mostrando la disminución del glaciar Puncak Jaya en Indonesia durante el periodo 1850-2003 debido al calentamiento.
(Si no ves la animación, haz clic sobre la imagen.)

El glaciar Carstensz está cerca de la cima de Puncak Jaya (a veces llamado el Monte Carstensz o Pirámide de Carstensz), que es una montaña en la Cordillera Sudirman, al oeste de las montañas centrales de la provincia de Papúa, en Indonesia. El glaciar está situado a una altitud de aproximadamente 4.600 metros (15.100 pies) y está a 1,5 kilómetros (0,93 millas) al este de la torre de la cumbre de Puncak Jaya. El glaciar de Carstensz tiene 1,4 kilómetros (0,87 millas) de largo y 0.60 kilómetros (0,37 millas) de ancho.
La investigación presentada en 2004 de las imágenes de satélite IKONOS sobre los glaciares de Nueva Guinea indicó que en solo dos años de 2000 a 2002, el glaciar de Carstensz había perdido un 6,8% más de superficie.